# Kleine modulaire reactor

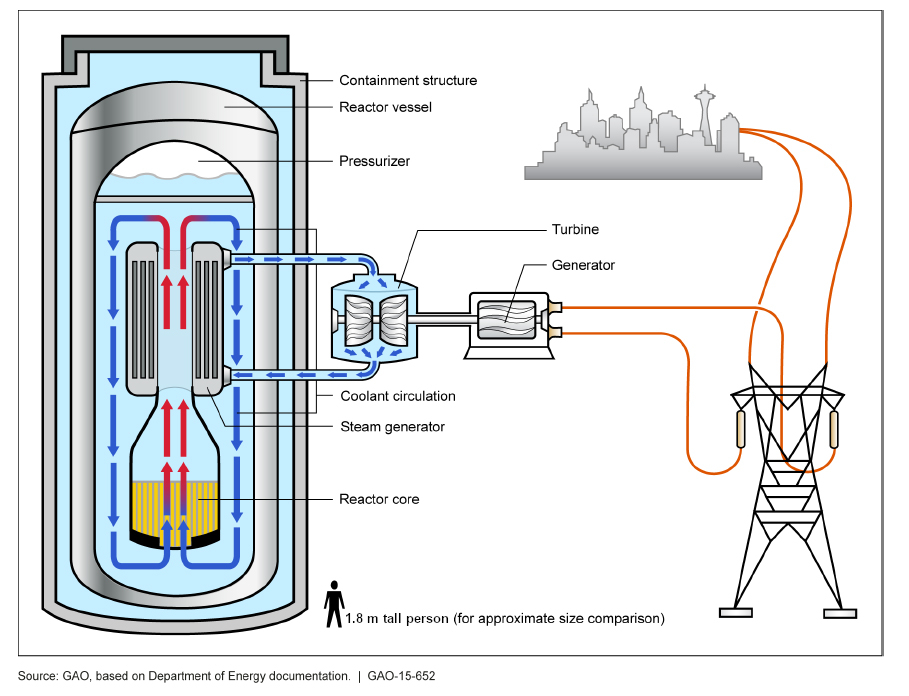
Amerikaans ontwerp van een kleine modulaire reactor (SMR).

Kleine modulaire reactoren (Engels: Small modular reactor, SMR) zijn een categorie van voorgestelde kernreactoren die veel kleiner zijn dan conventionele kernreactoren, en een vermogen leveren van maximaal 300 MWe (tegen 1000 MWe of meer voor een klassieke kernreactor). 
SMR's zouden efficiënter en flexibeler ingezet kunnen worden voor verschillende toepassingen en op uiteenlopende locaties. Zij zouden kunnen worden ingezet als zelfstandige eenheid of gekoppeld in modules, maar ook worden gecombineerd met hernieuwbare energievormen.
SMR's zijn ontworpen om voor een groot deel als modules in een fabriek in serie te worden vervaardigd en vervolgens naar een locatie te worden getransporteerd. De bouwtijd zou daarmee volgens voorstanders korter zijn dan bij traditionele kernreactors. Hoewel er talrijke modellen in ontwikkeling zijn, is er anno 2023 nog geen enkele 'Small Modular Reactor' in serie geproduceerd.
Stroom van SMR's is relatief duur, omdat de reactors niet de schaalvoordelen van grote centrales hebben. Ze leveren per definitie slechts een beperkte hoeveelheid stroom, waardoor er veel meer van gebouwd zouden moeten worden om enige impact te hebben. Dit betekent dat ook op meer plaatsen meer kernafval zou worden geproduceerd.

## Economische aspecten
Nucleaire energie was in 2021 meer dan dubbel zo duur als stroom van zon en wind. Terwijl de productiekosten per megawattuur van kernenergie stijgen, dalen die voor duurzame energie en wordt het verschil steeds groter. Doordat SMR's relatief weinig electriciteit produceren zijn ze minder rendabel dan grote kerncentrales, omdat het schaalvoordeel wegvalt. De bouwkosten voor een SMR zijn niet proportioneel lager dan die van een grote reactor.

## Veiligheid
Volgens het Internationaal Atoomenergieagentschap (IAEA) zouden SMR's inherent veiliger zijn dan conventionele reactoren door toepassing van passieve veiligheidsvoorzieningen. Deskundigen van het Belgische Studiecentrum SCK CEN wijzen in dat verband op een ontwerp dat gebruikmaakt van natuurlijke circulatie om warmte af te voeren.
Omdat er doorgaans meerdere SMR's op één locatie worden gebouwd is er echter een toenemend risico dat bij een ongeluk bij één reactor ook andere reactors worden getroffen. Volgens een studie uitgevoerd door Krall et al. (2022) zouden SMR's naar hun schatting tot 30 keer meer radioactief afval creëren dan conventionele kernreactors. Een ander gevaar is dat militanten splijtbaar materiaal zouden kunnen buitmaken.

## Ontwikkelingen
In 2021 stonden volgens het Internationaal Atoomenergieagentschap wereldwijd ongeveer 50 SMR-ontwerpen op de tekenplank, waarvan een viertal in een vergevorderd stadium van de bouw in Argentinië, China en Rusland. Ook in de Verenigde Staten wordt onderzoek verricht.
President Emmanuel Macron van Frankrijk kondigde in oktober 2021 aan een miljard euro vrij te maken voor ontwikkeling van SMR's tegen 2030.
In het Verenigd Koninkrijk ontwikkelt Rolls-Royce SMR's.
In april 2023 sloten het Amerikaanse Holtec International en het Oekraïense Energoatom een akkoord voor de bouw van maximaal 20 SMR's in Oekraïne, waarvan de eerste tegen 2029 operationeel zou worden.